# Лесовъдство
Лесовъдството е научна област (дял от растениевъдството), която изучава развитието и отглеждането на горите.
Изучава умението да се направлява развитието на гората в желана посока посредством навременни и рационални мероприятия и въз основа на природонаучни знания. Лесовъдството не е изкуството да се отглеждат отделни дървета, както например в овощарството. Обект на лесовъдството са горските дървета в тяхната естествена среда, за разлика от растениевъдството като цяло, което се занимава с отглеждането на културни растения.

## История
Лесовъдството започва да се развива във Великобритания в средата на XVII век с проучванията на Джон Евелин по арбитриран от Кралското дружество спор във връзка с някои методи на ползване на дървесина, прилагани от морските комисари по това време.
За основоположник на лесовъдството в континентална Европа се счита Анри-Луи Дюамел дю Монсо (1700 – 1782), инспектор във френския флот. Неговите трудове, преведени и на немски, оказват огромно влияние върху развитието на лесовъдството в Германия през втората половина на XVIII век, където са открити първите частни лесовъдски школи (техникуми), а вспоследствие започва преподаването на дисциплината и на университетско ниво (в Гьотингенския и Хайделбергския университет, във Фрайбург, Марбург и Гийсен).